# جولي دويل (لاعبة كرة قدم مواليد 1998)
جولي كيت دويل (من مواليد 30 أغسطس 1998) هي لاعبة كرة قدم أمريكية محترفة تلعب كمهاجمة لفريق أورلاندو برايد التابع الدوري الوطني لكرة القدم للسيدات (NWSL). أمضت دويل مسيرتها الجامعية مع فريق سانتا كلارا برونكوس، حيث فازت بالبطولة الوطنية لعام 2020، قبل أن يتم اختيارها في المركز الحادي عشر بشكل عام من قبل برايد في مشروع الدوري الوطني لكرة القدم للسيدات لعام 2022.